# Фингервил (Јужна Каролина)
Фингервил (енгл. Fingerville) насељено је место без административног статуса у америчкој савезној држави Јужна Каролина.

## Демографија
По попису из 2010. године број становника је 134.
| Група             | 2000.    | 2010.       |
| Белци             | 0 (0,0%) | 125 (93,3%) |
| Афроамериканци    | 0 (0,0%) | 5 (3,7%)    |
| Азијати           | 0 (0,0%) | 0 (0,0%)    |
| Хиспаноамериканци | 0 (0,0%) | 1 (0,7%)    |
| Укупно            | 0        | 134         |